# Lễ cúng cào cỏ (người Êđê)
Lễ cúng cào cỏ là một nghi lễ của dân tộc Êđê, Tây Nguyên. Vào tháng 5 mùa cào cỏ, trước mùa bà con thường làm lễ cúng chiếc cào cỏ (kămhna). Điều kiêng kỵ khi chuẩn bị làm lễ này là: Cách 3 ngày trước ngày làm lễ đi rẫy không được mang cơm theo, mà phải sáng đi trưa về, chiều lại đi. Đúng ngày cúng, cấm người lạ vào buôn.
Thông thường vào đầu tháng 4, trước lúc trồng trỉa bà con trong làng tổ chức lễ cúng chiếc cào cỏ tại bến nước.
Họ đặt một chiếc bàn cúng cao 40 cm, dài 50 cm, rộng 30 cm, trên bày một ché rượu và một con heo. Cạnh bàn cúng đặt một cành cây buộc những con ong đẽo bằng gỗ với ý cầu mong năm đó mật ong cũng thu hoạch được nhiều. Chủ bến nước lo toan mọi việc để thầy cúng hành lễ.
Thầy cúng cầu mong mưa thuận, gió hòa, rẫy ít cỏ, lúa ngô đều tươi tốt. Khấn xong thầy cúng cầm cào cào cỏ mấy lần tượng trưng cho mùa làm rẫy bắt đầu. Sở dĩ lễ này là do người Ê Đê quan niệm tất cả vạn vật đều có linh hồn.